# Xicra
Una xicra o quíquera (Tortosa i País Valencià) és una tassa petita, més aviat alta i estreta, emprada expressament per a prendre la xocolata desfeta o cafè.

## Unitat de volum
La xicra era una unitat de volum per a líquids que es feia servir a Catalunya per a l'oli, vi, o llet. Actualment les tasses petites de cafè i els gots xatos de vi bascos, per exemple, tenen també aquest volum.
La xicra era 1/8 de porró o, cosa que és equivalent, mig petricó. Tanmateix, la mida del porró i, per tant, també la dels petricons i les xicres, variava segons la localitat. En concret, a Barcelona la xicra era d'11,17 cl, però es pot arrodonir a 1/8 de litre o 125 mil·lilitres.